# This Land Is Your Land
This Land is Your Land – amerykańska piosenka folkowa. Została napisana przez Woody’ego Guthriego w 1940 roku, jako odpowiedź na, jego zdaniem cukierkową i nieprawdziwą pieśń Irvinga Berlina „God Bless America” Po raz pierwszy została opublikowana w 1945 roku.
Melodię zaczerpnięto z piosenki „When the World’s on Fire”, legendy bluegrassu – The Carter Family.

## Tekst
Pierwsze wydanie tej piosenki zawierało tekst patriotyczny, wolnościowy i politycznie poprawny:
This land is your land, this land is my land
From the Redwood Forest to the New York Island
The Canadian mountain to the Gulf Stream waters
This land is made for you and me.
As I go walking this ribbon of highway
I see above me this endless skyway
And all around me the wind keeps saying:
This land is made for you and me.
I roam and I ramble and I follow my footsteps
Till I come to the sands of her mineral desert
The mist is lifting and the voice is saying:
This land is made for you and me.
Where the wind is blowing I go a strolling
The wheat field waving and the dust a rolling
The fog is lifting and the wind is saying:
This land is made for you and me.
Nobody living can ever stop me
As I go walking my freedom highway
Nobody living can make me turn back
This land is made for you and me.
Jednak na koncertach i w późniejszych nagraniach Woody wplatał też krytyczne, czasem anarchizujące zwrotki, np.:
In the squares of the city, In the shadow of a steeple;
By the relief office, I’d seen my people.
As they stood there hungry, I stood there asking,
Is this land made for you and me.
albo
As I went walking, I saw a sign there;
And on the sign there, It said, „NO TRESPASSING.”
But on the other side, It didn’t say nothing.
That side was made for you and me.
Istnieje też wersja kanadyjska, śpiewana w szkołach, ze zmienioną pierwszą zwrotką:
This land is your land, This land is my land,
From Bonavista, to Vancouver Island
From the Arctic Circle to the Great Lakes waters,
This land was made for you and me.

## Wykonania
Piosenkę tę wykonywało wielu artystów, m.in.: Country Joe McDonald, Bob Dylan, Pete Seeger, Bruce Springsteen, Trini Lopez i The Waterboys. Dave Matthews używa czasem tekstu pierwszej zwrotki jako alternatywnego zakończenia swojej piosenki Don’t Drink The Water.
Była też główną piosenką kampanii prezydenckiej George’a Busha seniora.